# Nils Rahm (ingenjör)
Nils Olof Wilhelm Rahm, född 4 oktober 1850 i Arboga, Västmanlands län, död 20 december 1916 i Danderyds församling, Stockholms län, var en svensk ingenjör. 
Rahm blev student vid Uppsala universitet 1869, filosofie kandidat 1875 och utexaminerades från Teknologiska institutet i Stockholm 1878. Han var lärare vid Tekniska skolan i Stockholm 1879–1886, sekreterare där från 1885, assistent i fysik vid Kungliga Tekniska högskolan 1882–1886, blev t.f. sekreterare i Kungliga patentbyrån 1886, blev sekreterare och ledamot i Patent- och registreringsverket 1895 samt var överingenjör och ledamot där från 1898.
Rahm var sekreterare i kommittén angående föreskrifter till förekommande av olyckshändelser genom elektriska ledningar 1891–1892 och delegerad för Sverige vid konferensen i Bryssel 1900 angående skydd för den industriella äganderätten. Han var ledamot av
patentlagstiftningskommittén 1908. Han utövade dessutom praktisk verksamhet inom de mekaniska och elektriska facken.